# Sex Crimes and the Vatican
Sex Crimes and the Vatican ist eine Fernsehdokumentation aus dem Jahre 2006 von Colm O’Gorman. Sie wurde vom BBC am 6. Oktober 2006 als Teil einer Serie über die Verantwortung des Vatikans bezüglich des sexuellen Missbrauchs in der römisch-katholischen Kirche ausgestrahlt. O’Gorman war im Alter von 14 Jahren selbst Opfer von sexualisierter Gewalt durch einen katholischen Priesters in Irland geworden.
Colm O’Gorman geht auf die Kirchenvorschrift Crimen sollicitationis, die unter Kardinal Joseph Ratzinger noch einmal deutlich verschärft worden sein soll in seiner Zeit, bevor er selbst Papst wurde. Der Vatikan nahm gegenüber Colm O’Gorman dazu keine Stellung. Thematisiert wurde unter anderem die Fälle des Priesters Oliver O’Grady in Kalifornien und des Priesters Tarcisio Tadeu Spricigo in São Paulo, Brasilien.
Der Sprecher im Film ist Paul Kenyon. Der Fall O’Grady wurde auch in der Dokumentation Deliver Us from Evil aus dem Jahre 2006 dargestellt.